# Ralph Pichler
Ralph Pichler (Thun, 20 aprile 1954) è un bobbista svizzero.

## Biografia
Viene ricordato di una medaglia di bronzo nella sua disciplina, vittoria avvenuta ai campionati mondiali del 1986 (edizione tenutasi a Königssee, Germania) insieme ai connazionali Heinrich Notter, Celeste Poltera e Roland Beerli. Nell'edizione l'argento andò all'Austria l'oro alla Svizzera. Vinse anche un'altra medaglia di bronzo nel 1987.
Inoltre nel bob a due fu vincitore di due medaglie d'oro nelle edizioni del 1983 e del 1987 e di un argento nel 1986.